# Liên minh Thần thánh

Các quốc gia thành lập Liên minh Thần thánh, chống lại các ranh giới châu Âu kể từ năm 1840.
Đế quốc Áo
Vương quốc Phổ
Đế quốc Nga

Liên minh Thần thánh (tiếng Đức: Heilige Allianz; tiếng Nga: Священный союз, Svyashchennyy Soyuz; còn được gọi là Liên minh Lớn) là một liên minh liên kết các cường quốc quân chủ chuyên chế của Nga, Áo và Phổ. Nó được hình thành sau thất bại cuối cùng của Napoleon I, theo lệnh của Sa hoàng Aleksandr I của Nga và ký tại Paris vào ngày 26 tháng 9 năm 1815. Liên minh này nhằm kiềm chế chủ nghĩa tự do và chủ nghĩa thế tục ở châu Âu sau cuộc chiến tranh cách mạng tàn khốc của Pháp, và trên danh nghĩa nó đã thành công trong cuộc chiến này cho đến Chiến tranh Krym (1853-1856). Otto von Bismarck đã tìm cách thống nhất Liên minh Thần thánh sau khi thống nhất nước Đức năm 1871, nhưng liên minh lại chùn bước trước những năm 1880 về xung đột lợi ích của Áo và Nga liên quan đến sự sụp đổ của Đế chế Ottoman.

## Thành lập
Rõ ràng, liên minh được thành lập để thấm nhuần quyền thiêng liêng của các vị vua và các giá trị Kitô giáo trong đời sống chính trị châu Âu, mục tiêu  mà Sa hoàng theo đuổi dưới sự ảnh hưởng của cố vấn tinh thần của ông là Nữ nam tước Barbara von Krüdener. Khoảng ba tháng sau Đạo luật cuối cùng của Đại hội Viên, các quân chủ Công giáo (Áo), Tin Lành (Phổ) và Chính thống giáo (Nga) hứa sẽ hành động trên cơ sở "công lý, tình yêu và hòa bình", cả trong và ngoài nước các vấn đề, để "củng cố các thể chế của con người và khắc phục sự không hoàn hảo của họ".
Liên minh này nhanh chóng bị Vương quốc Anh từ chối (mặc dù George IV tuyên bố đồng ý với tư cách là Vua của Hanover), các nước Giáo hoàng và Đế chế Ottoman Hồi giáo. Lord Castlereagh, Bộ trưởng Ngoại giao Anh, gọi đó là "một phần của chủ nghĩa huyền bí siêu phàm và vô nghĩa".

## Tổ chức
Trong thực tế, thủ tướng nhà nước Áo, Hoàng tử Klemens von Metternich đã biến nó thành một pháo đài chống lại nền dân chủ, cách mạng và chủ nghĩa thế tục (mặc dù người ta nói rằng phản ứng đầu tiên của ông là gọi đó là "không có gì vang dội"). Các quốc vương trong Liên minh đã sử dụng nó để đàn áp ảnh hưởng cách mạng (đặc biệt là từ Cách mạng Pháp) vào các quốc gia của họ. 

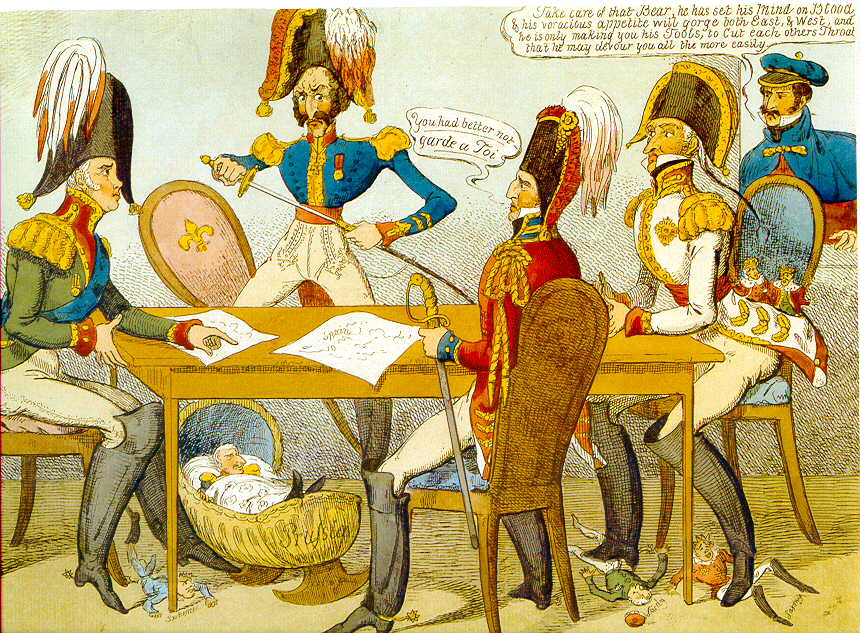
Biếm họa đương đại của đại hội Veronese, 1822

Liên minh này thường được liên kết với Liên minh 4 quốc gia và 5 quốc gia sau này, bao gồm Vương quốc Anh và (từ 1818) Pháp với mục đích duy trì dàn xếp hòa bình châu Âu và cân bằng quyền lực trong Hòa nhạc châu Âu kết thúc tại Đại hội Vienna. Vào ngày 29 tháng 9 năm 1818, Sa hoàng Nga Aleksandr I, Hoàng đế Áo Franz I và Quốc vương Phổ Friedrich Wilhelm III đã gặp Công tước Wellington, Tử tước Castlereagh và Công tước de Richelieu tại Đại hội Aix-la-Chapelle để yêu cầu các biện pháp nghiêm khắc chống lại trường đại học " mâu thuẫn ", sẽ được hiện thực hóa trong các Nghị định của Carlsbad năm sau. Tại Đại hội Troppau năm 1820 và Đại hội Laibach thành công, Metternich đã cố gắng sắp xếp các đồng minh của mình trong cuộc đàn áp cuộc nổi dậy Carbonari chống lại vua Ferdinand I của hai Sicilia. Năm 1821, Liên minh đã gặp nhau ở Ljubljana. Liên minh Quintuple đã gặp nhau lần cuối cùng tại Đại hội Verona năm 1822 để chống lại Cách mạng Hy Lạp và giải quyết cuộc xâm lược của Pháp vào Tây Ban Nha.
Các cuộc họp cuối cùng đã tiết lộ sự đối nghịch đang gia tăng với Anh và Pháp, đặc biệt là về sự thống nhất của Ý, quyền tự quyết và Câu hỏi phương Đông. Liên minh thường được coi là không còn tồn tại với cái chết của Aleksandr I năm 1825. Cuối cùng, Pháp đã đi theo con đường riêng của mình sau Cách mạng Tháng Bảy năm 1830, để lại phần cốt lõi của Nga, Áo và Phổ là khối Trung - Đông Âu, một lần nữa tụ tập để đàn áp các cuộc cách mạng năm 1848. Liên minh Áo-Nga cuối cùng đã tan rã trong Chiến tranh Krym: mặc dù Nga đã giúp tiêu diệt hoàn toàn Cách mạng Hungary năm 1848, Áo không có bất kỳ hành động nào để hỗ trợ đồng minh của mình, tuyên bố trung lập và thậm chí chiếm đóng vùng đất Wallachia và Moldavia trên Danube khi Nga rút lui vào năm 1854. Sau đó, Áo vẫn bị cô lập, điều này làm tăng thêm vai trò lãnh đạo của bà ở vùng đất Đức, mà đỉnh điểm là sự thất bại của Chiến tranh Áo-Phổ năm 1866.